# Grand Alliance
Le forum Grand Alliance (ou Grande Alliance) est un consortium nord américain d'acteurs impliqués dans l'industrie de la télévision créé en 1993 mais son principe remonte à 1987, époque où l'Europe adopte le D2 Mac et la Haute Définition analogique (HD Mac). Son objectif principal consiste à définir les normes communes de la télévision numérique et de la Haute Définition pour les États-Unis, le Canada et les pays associés du bloc nord-américain. Lors de son lancement, il compte 7 acteurs majeurs du secteur, AT&T, David Sarnoff Research Center, General Instrument Corporation, Massachusetts Institute of Technology, Philips Consumer Electronics, Thomson Consumer Electronics et Zenith Electronics Corporation.
Il donnera naissance au ATSC. Un groupement similaire sera lancé en Europe autour du forum DVB.

## Historique
Le consortium Grand Alliance est l'évolution de plusieurs comités antérieurs et il réunit les chercheurs et experts du secteur impliqués dans la télévision, la vidéo et les transmissions.
- 1987 : Création de l'Advisory Committee on Advanced Television Service (Comité d'information sur les services de télévision améliorée)
- 1990 : Le principe du simulcast (double diffusion analogique et numérique) est préconisé par la FCC (organisme de régulation américain)
- 1990 : Quatre systèmes concurrents pour la TVHD sont publiés
- 1992 : Les systèmes TVHD sont expérimentés par l'Advanced Television Test Center (ATTC), Centre d'Expérimentation pour la Télévision Améliorée.
- 1993 : Lancement officiel du forum Grand Alliance
- 1995 : La norme ATSC (A/53) est adoptée; elle intègre le système Grand Alliance
- 1997 : Un trophée (Emmy Award) est décerné aux sociétés de la Grand Alliance en faveur de la normalisation de la télévision numérique et Haute Définition.